# 庫斯阿門
42°22′S 71°2′W / 42.367°S 71.033°W

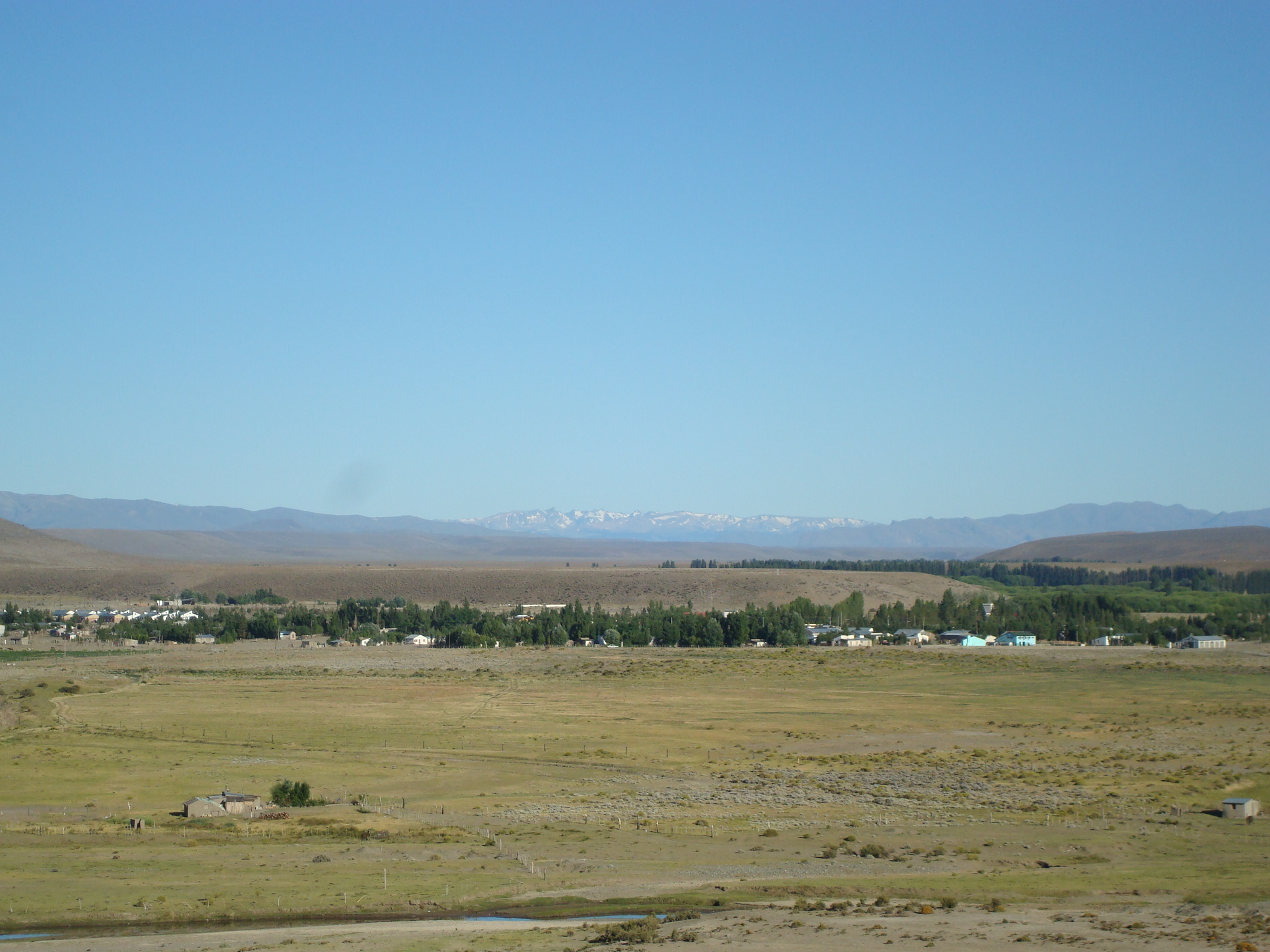
庫斯阿門

庫斯阿門（西班牙語：Cushamen），是阿根廷的城鎮，位於該國中部丘布特省，是庫斯阿門縣的首府，距離埃爾馬滕70公里，海拔高度625米，每年平均降雨量150毫米，2010年人口750。